# Polskie odznaczenia niepaństwowe
Polskie odznaczenia niepaństwowe – odznaczenia nadawane przez stowarzyszenia, fundacje, organizacje społeczne, osoby prywatne. Pełnią podobną funkcję do odznaczeń państwowych lub resortowych, są natomiast społecznymi wyrazami uznania dla danej osoby czy instytucji. Nie są objęte zasadami kolejności starszeństwa polskich odznaczeń, a ich noszenie nie jest w Polsce regulowane ustawowo. Należą do nich m.in.:
- Order Uśmiechu
- Krzyż „Za Zasługi dla ZHP”
- Odznaka „Za Zasługi dla Związku Kombatantów RP i Byłych Więźniów Politycznych” (ZKRPiBWP)
- Złoty Krzyż Zasługi dla Kawalerów Orderu Wojennego Virtuti Militari[1]
- Złoty Krzyż Zasługi dla Kawalerów Orderu Wojennego Krzyż Grunwaldu[1]
- Wojenny Medal Pamiątkowy Kolonia Zbędkowice 1942[1]
- Krzyż Pamięci Ofiar Banderowskiego Ludobójstwa[1]
- Order Róża Piękności, Dzielności i Dobroci[1]
- Tatarski Order Grunwaldu[1]
- Krzyż Rycerski - Komandoria Bractwa Liderów[1]
- Krzyż Rycerski Bractwa Liderów z Gwiazdą i Szarfą[1]
- Złoty Krzyż Zasługi dla Sztuk Walk Klasy I[1]
- Krzyż Solidarności Walczącej
- Medal Za zasługi w krzewieniu wiedzy obronnej (Towarzystwo Wiedzy Obronnej)
- Medal za Zasługi w Walce o Niepodległość Polski i Prawa Człowieka 13 XII 1981 – 4 VI 1989
- Medal Dnia Pamięci Ofiar Zbrodni Katyńskiej (Polska Fundacja Katyńska)
- Gwiazda Wytrwałości
- Order Białego Kruka ze Słonecznikiem
- Komandoria "Missio Reconciliationis”
- Medal Zasłużony dla Tolerancji (Fundacja Ekumeniczna Tolerancja)
- Pamiątkowy Krzyż 600-lecia Bitwy pod Grunwaldem
- Krzyż Niezłomnych
- Krzyż Waleczności Armii gen. Bułak-Bałachowicza
- Medal im. króla Stanisława Augusta Poniatowskiego
- Medal Stolema
- Polonia Mater Nostra Est
- Odznaka Pamiątkowa Więźniów Ideowych
- Order Ecce Homo
- Medal „Za Zasługi dla Polaków w Kazachstanie”
- Krzyże Zasługi Pro Syria: Krzyż Honorowy, Krzyż Pokoju i Dobroci, Krzyż Nadziei i Zaufania, Krzyż Pokuty i Przebaczenia, Krzyż Maluli[2]